# The Misleading Lady (film 1932)
The Misleading Lady è un film del 1932 diretto da Stuart Walker.

## Trama
Helen Decide di diventare un'attrice, ma non riesce ad incontrare il produttore Sydney Parker. Viene a sapere che Parker sarà ad una festa a casa della sua amica Alice. Vuole il ruolo principale nella commedia di Parker (The Siren), quindi scommette che in cambio di un'audizione, sarà in grado di far innamorare di lei l'amico di Parker, l'ingegnere minerario Jack Craigen entro tre giorni.